# Prijateljstvo na delovnem mestu
Prijateljstvo na delovnem mestu ima lahko pomembne učinke tako na vpletene posameznike kot tudi na organizacijo, v kateri delujejo. Tesna prijateljstva se večkrat razvijejo iz formalnih odnosov na delovnem mestu, vzdrževana so znotraj organizacije, vendar kljub pogostosti teh medosebnih odnosov vemo o njih dokaj malo (Morrison, 2009). 

## Priložnost za prijateljstva
Christine M. Riordan in Rodger W. Griffeth sta v svojem članku leta 1995 po različnih raziskavah povzela, da prijateljstvo med sodelavci lahko privede do povečanja interakcije, komunikacije, zaupanja, spoštovanja, sodelovanja, razvoja, podpore, energije in varnosti, kar pa ima lahko velik vpliv na odnos do dela in splošno vedenja na delavnem mestu. Poudarila sta tudi, da so prijateljstva, razvita na delavnem mestu, ključna pri neformalni strukturi organizacije, ki pa ima na produktivnost lahko tako pozitiven kot tudi negativen učinek. Po drug strani pa ima struktura organizacije pomemben vpliv na razvoj prijateljstva na delavnem mestu. Na ta razvoj vpliva skozi sestavo ter razporeditev oddelkov in drugih podenot; tako so ljudje, ki so del istih podenot, prisiljeni preživeti več časa drug z drugim kot z zaposlenimi v drugih podenotah. Socialni principi kažejo na to, da pogosta interakcija in fizična bližina med posamezniki vodi do razvoja prijateljstva ali pa vsaj priložnosti zanj (Festinger, Schachter, & Back, 1950; Shaw, 198; v Riordan in Griffeth, 1996). Zaradi močne povezave med organizacijo in prijateljstvi spletenimi znotraj le te, imajo medosebni odnosi na delavnem mestu pomembne učinke na posameznikovo počutje ter delovanje v službi. Jessica R. Methot, Jeffery A. Lepine, Nathan P. Podsakoff in Jessica Siegel Christia so leta 2015 v svoji raziskavi Are workplace friendships a mixed blessing? Exploring tradeoffs of multiple relationships and their associations with job performance, ugotovili, da ima število prijateljstev na delovnem mestu tako pozitiven kot tudi negativen učinek na produktivnost. Negativni učinki se pojavijo predvsem kot posledica truda, ki je vložen v ohranjanje prijateljstev. Več časa zaposleni posveča ohranjanju svojih prijateljstev, manj ga ima za dejansko delo, kar ima lahko negativne učinke na delovno uspešnost. Po drugi strani pa posameznik preko pozitivnih odnosov prejme veliko količino čustvene podpore, kar hkrati pozitivno vpliva na razvoj zaupanja med sodelavci. Zaradi teh dveh razlogov se posamezniku lahko znižuje stopnja stresa in ankisioznosti, ki jo povezuje z delovnim mestom.

## Povezava med prijateljstvom na delavnem mestu in zadovoljstvom s službo
Leta 1959 je Herzberg s sodelavci razvil dvofaktorsko teorijo zadovoljstva na delovnem mestu, ki je ena prvih predlagala obstoj povezave med zadovoljstvom in medosebnimi odnosi na delavnem mestu. Herzberg je predvideval, da obstaja pozitivna povezanost med zadovoljstvom in medosebnimi odnosi na delavnem mestu in se v organizacijskem kontekstu (predvsem v času, ko sta morala in zadovoljstvo z delom nizka) lahko na tej podlagi tvorijo močnejša prijateljstva (Aronson and Cope 1968; Carr 2003; v Morrison, 2009). Sias in Jablin (1995) sta ugotovila, da je v situacijah, ko so nadrejeni ali vodje skupine člane oziroma podrejene obravnavali nepravično, skupina postala veliko bolj kohezivna. Prišlo je do višje stopnje interakcije in komunikacije med člani, prav tako pa je atmosfera postala intimnejša. Iz tega lahko sklepamo, da sta zaznana slaba kvaliteta vodenja in nadzora ter občutek nezadovoljstva lahko povod za sklepanje močnih prijateljskih vezi, ki služijo kot oblika zaščite pred negativnimi vplivi organizacije (Morrison, 2009). Te ugotovitve so potrdile tudi raziskave, ki sta jih izvajala Odden in Sias (1997). Ugotovila sta, da je zaznavanje odnosa nadrejenih kot brezobzirnega povezano s povišanjem razvoja posebnih medosebnih odnosov med sodelavci (Morrison, 2009). Tako lahko predvidevamo, da prijateljstva, spletena v takih okoliščinah, posameznikoma dovoljujejo, da lahko drug drugemu zaupata svoja čustva o negativnih izkušnjah, ki so se jim dogodile pod osovraženim vodstvom. Ashton in Fuerherer (1993) sta v svoji raziskavi potrdila, da so ženske bolj nagnjene k iskanju in dajanju socialne podpore od moških, zato obstaja možnost, da so ženska prijateljstva na delavnem mestu v večji meri pod vplivom negativnih ali stresnih delavnih okoliščin. Če povzamemo: čeprav bodo prijateljstva na delaven mestu po vsej verjetnosti izboljšala posameznikovo zadovoljstvo na delovne mestu, je odnos med medosebnimi odnosi in zadovoljstvom manj direkten pri ženskah. To pa ni edina predvidena razlika med spoloma na tem področju. Markiewicz je s sodelavci ugotovila, da je zadovoljstvo s prijateljstvom (v primeru žensk na delavnem mestu) nižje od zadovoljstva s prijateljstvom izven delavnega okolja. Dejavniki, ki bi lahko pripomogli k temu, vključujejo tudi nižji status žensk v velikem številu poklicev, kar jih lahko naredi manj zaželene kot prijateljice. Prav tako bi bili lahko stereotipi, ki so povezani z vlogami spolov, povod za pripisovanje nepravičnih atributov delovne kompetentnosti.  

## Povezava med prijateljstvom na delovnem mestu in organizacijski zavezanosti
Organizacijska zavezanost oziroma predanost organizaciji ni enaka zadovoljstvu z delovnim mestom. Medtem ko se prva navezuje na odnos do celotne organizacije, se druga veže na specifično delovno mesto, ki ga posameznik opravlja. Kljub temu sta ti dve komponenti med seboj pozitivno povezani. Študija, izvedena iz strani asociacije Gallup, je pokazala, da so bili delavci, ki so imeli na delavnem mestu najboljšega prijatelja oziroma prijateljico, bolj predani svojemu delavnemu mestu (Ellingwood 2001; Morrison, 2009). Iz izvedenih intervjujev in fokusnih skupin je bilo razvidno, da je prijateljstvo eden najbolj močnih, če ne celo najmočnejši motivator za vztrajanje na delavnem mestu. Kot pravijo avtorji raziskave je pometlo z bolj pričakovanimi motivatorji kot sta plača in službene ugodnosti. Poleg tega se je to, da je oseba na delavnem mestu imela najboljšega prijatelja, izkazalo za izjemno močen razlog, zakaj ta oseba ne bi zapustila trenutnega delavnega mesta. Kar 75 % udeležencev, ki so imeli na delavnem mestu najboljšega prijatelja, so načrtovali, da bodo za isto podjetje delali vsaj še eno leto. Po drugi strani pa je imelo tak načrt le 51 % oseb, brez najboljšega prijatelja na delovnem mestu. Zanimivi so tudi rezultati študije, ki sta jo izvedla Anderson in Martin (1995), ki govorijo o tem, da zavezanost podjetju oziroma organizaciji narašča s stopnjo neformalne komunikacije, ki jo imajo zaposleni med seboj. Osebe, ki preživijo 40 ur na teden v določenem okolju, želijo vedeti, da ostalim osebam s katerimi sobivajo zanje ni vseeno in da so jim kot posamezniki všeč (Morrison, 2009). Prijatelji na delovnem mestu lahko priskrbijo razumevanje, ki zmanjša frustracijo in anksioznost, ki je posledica stresnih delovnih situacij (Anderson in Martin, 1995; v Morrison, 2009).  

## Biseksualci in prijateljstva na delovnem mestu
V raziskavi, ki jo je leta 2012 izvedel Rumens, se je izkazalo, da imajo veliko bolj kot homoseksualni moški pri ustvarjanju prijateljstev na delovnem mestu težave moški, ki se identificirajo kot biseksualci. Do tega prihaja predvsem zato, ker je za pretežno moške sodelavce težko razumeti notranjo razdvojenost biseksualnih moških, zato so nesigurni glede pravilnega obnašanja v njihovi družbi. Prav zaradi tega se večji delež biseksualnih moških ne odloči za deljenje svoje usmerjenosti z moškimi sodelavci. To informacijo prihranijo za tesne prijatelje. Po drugi strani pa nimajo večjih težav z deljenjem z ženskami, kjer pa pride do drugega problema. Če se ne opredelijo niti kot homoseksualci niti kot heteroseksualci, njihovi sodelavci sklepajo ali na eno ali na drugo usmerjenost, kar pa lahko pripelje do težav pri prijateljevanju z ženskami. Medtem ko je popolnoma sprejemljivo, če se homoseksualci družijo z ženskami, naj to za heteroseksualce ne bi bilo ustrezno. 

## Homoseksualci in prijateljstva na delovnem mestu
V drugi raziskavi je leta 2008 Rumens poudaril, da homoseksualci na delovnem mestu večkrat kolebajo med tem, ali naj sodelavcem zaupajo svojo seksualnost ali ne. Nekateri so se odločili za strategijo, kjer sodelavce ločijo od svojih bližnjih prijateljev in jim tako ne povedo, da so homoseksualci. Tako naj bi namreč lažje sklepali dobra prijateljstva. Kmalu pa lahko pride do težave, saj na neki točki njihovi sodelavci niso več le njihovi sodelavci, ampak tudi njihovi prijatelji. Tu se morajo odločiti, ali so dovolj intimni v odnosu, da z njimi delijo svojo usmerjenost. 

## Organizacijski nivo in prijateljstvo
Spekulirano je, da službena prijateljstva nastajajo predvsem med sodelavci, ki med seboj niso ne podrejeni niti nadrejeni, saj imajo podoben delavni kontekst in organizacijski nivo (Boyd and Taylor, 1998; Sias and Cahill, 1998; v Mao, 2006). Po tej teoriji naj bi imeli zaposleni na višjih organizacijskih nivojih manjše število prijateljstev, saj je na splošno na teh nivojih zaposlenih manj ljudi. Po drugi strani pa imajo osebe, ki so zaposlene na višjih pozicijah, več virov, moči in vez, kar bi lahko privlačilo ljudi. Prijateljstvo s tako osebi ima lahko svoje prednosti in zato obstaja verjetnost, da bi osebe na takih nivojih privlačile več ljudi, ki bi v prijateljstvu z njimi videle nekaj pozitivnega zase in za svoje delavno mesto oziroma prihodnost. 